# Хронологија ромске историје
Роми су столећима били део колективне митологије Запада, где су били (и врло често и даље јесу) приказани као аутсајдери и претња. Вековима су били поробљавани и таргетирани у Европи.
Кроз историју било је разлика у третману према ромском народу, у зависности од ставова становништва државе у којој су се населили. Иако су ропство и кметство кључне одреднице у историји Рома у источној Европи, други облици прогона, укључујући ране облике геноцида, преовлађују у историји Рома у западној Европи.

## Хронологија
- 40-70: Индијски трговци су се населили у римској провинцији Египат.
- 420-438: Бахрам V одводи индијске музичаре из Индије у Персију.
- 740: Роми су се населили у Фригији.
- 800-803: Роми у Адријанополису, Тракија.
- оквирно 1050-1054: Роми су се населили у Сулукуле, Истанбул
- оквирно 1100: Роми су забележени у Византијском царству.
- 1300-1400: Роми су се већ населили у Србији; у исто време су стигли и до Влашке где их доживљавају као изразите странце
- 1407: забележено је да Роми живе у Немачкој; у року од десет година бивају протерани.
- 1418: Роми су забележени у Француској.
- 1422: Роми су забележени у Риму.
- 1425: Роми су забележени у Шпанији.
- 1471: У Луцерну, у Швајцарској, усвојени су антиромски закони.
- 1482: У Бранденбургу у Немачкој усвојени су антиромски закони.
- 1492: Шпанија доноси антиромске законе и подвргава Роме инквизицији као јеретике.
- 1498: Почиње насељавање Рома у Америци, када четири Рома прате Кристифора Колумба на његовом трећем путовању.
- 1502: Луј XII протерује Роме из Француске.
- 1512: Роми су забележени у Шведској.[1]
- 1526: Хенри VIII протерује Роме из Енглеске. Роми ухваћени при уласку у Енглеску бивају осуђении на смртну казну.
- 1530: Egyptians Act 1530 усвојен је у Енглеској којим се прогоне Роми и њихов начин живота.
- 1530: Роми муслимани добили су свој санџак у Румелији, Османско царство.
- 1536: У Данској усвојени антиромски закони.
- 1538: Португал протерује Роме у Бразил.
- 1540: У Фландрији усвојени антиромски закони.
- 1541: У Шкотској усвојени антиромски закони.
- 1549: У Чешкој донети антиромски закони.
- 1557: У Пољској и Литванији усвојени су антиромски закони.
- 1560: У Шведској, Лутеранска црква забрањује свештеницима да крштавају, венчавају или сахрањују Роме.[1]
- 1563: Тридентски сабор је забранио Ромима бављење свештеничким позивом.
- 1571: Шведска: Закон из 1560 је повучен и цркви је дозвољено да крсти, венчава и сахрањује Роме.[1]
- 1578: Краљ Шведске покушао је да протера Роме претећи им принудним радом у руднику сребра.[1]
- 1589: Данска изриче смртну казну сваком Рому ухваћеном у земљи.
- 1595: Фантефан Разван, син ромског имигранта из Османског царства, влада Молдавијом четири месеца.
- 1619: Филип III од Шпаније наређује свим Ромима да се населе и напусте свој традиционални начин живота и културу. Одбијање извршења наредбе кањжава се смртном казном.
- 1637: У Шведској усвојени антиромски закони: сви одрасли Роми су осуђени на смрт, док ће жене и деца бити протерани.[1]
- 1740-1789: У Хабзбуршкој монархији под Маријом Терезијом (1740–1780), низом декрета држава је настојала да примора Роме да се трајно населе, уклонили су им права на власништво коња и вагона (1754), преименовали их у „Нове грађане“ и присилили ромске момке да ступе у војну службу ако нису имали занат. Роми су присаљавани да се пријаве код локалних власти (1767.) и забрањивн је брак између Рома (1773). Јосиф II је забранио ношење традиционалне ромске одеће и употребу ромског језика, што је било кажњиво бичевањем.[2]
- 1748: Ромима је званично дозвољено да бораве и живе у Шведској.[1]
- 1936-1945: Нацисти започињу систематски прогон Рома, који је кулминирао убијањем 500.000 до 1.500.000 Рома у Порајмосу.
- 2006: Универзитет у Манчестеру завршава „пројекат ромског језика“, прву морфолошку студију која има за циљ да прикупи све дијалекте ромског језика широм Европе и бави се њиховом кохерентношћу.[3]
- 2006: У Мађарској је основана прва потпуно ромска партија, названа „MCF Roma összefogás“ (МЦФ Унија Рома).[мртва веза]
- 2010: У јулу 2010, француски председник Никола Саркози покренуо је систематску кампању депортације Рома. Његове мете су били румунски и бугарски Роми. Комитет Уједињених нација за елиминацију расне дискриминације изразио је забринутост да су депортације доказ растућег расизма и ксенофобије у Француској.
- 2011: 1. септембра 2011. у Београду је основана Ромска академија уметности и наука са циљем промовисања, организовања и ширења истраживања ромске културе, језика и историје. Академија има 21 редовног члана, укључујући истакнуте ромске академике и јавне личности из 11 европских земаља, Индије и САД. Суоснивач академије је Рајко Ђурић, српски ромски писац и академик који је уједно и њен први председник, а почетна помоћна средства добила је од немачке Фондације „Хајнрих Бел”.[4]
- 2012:24. октобра 2012, након неколико година одлагања и спорова око трошкова и дизајна, Ангела Меркел открива Споменик Синтима и Ромима жртвама националсоцијализма у Берлину.
- 2016: Дана 12. фебруара 2016, министарка спољних послова Индије Сушма Сварај признала је све Роме као потомке Индијаца. Назвала их је барјактарима индијског етноса и културе.